# Metalimnophila productella banksiana
Metalimnophila productella là một phân loài ruồi của loài Metalimnophila productella trong họ Limoniidae. Chúng phân bố ở miền Australasia.